# Thaya (rivier)
De Thaya (Tsjechisch: Dyje) is een zijrivier van de Morava (March) in het grensgebied tussen Oostenrijk en Tsjechië. De rivier stroomt van west naar oost en vormt op vier vrij korte trajecten daadwerkelijk de grens tussen beide landen.
De Thaya ontstaat bij Raabs an der Thaya (Neder-Oostenrijk) uit twee bronrivieren: de Duitse Thaya (Deutsche Thaya) en de Moravische Thaya (Mährische Thaya, Moravská Dyje). De Duitse Thaya ontspringt in het Oostenrijkse Waldviertel en de Moravische Thaya in het Tsjechische Moravië. De rivier meet 306 km vanaf de bron van haar langste bronrivier, de Moravische Thaya, en 247 km vanaf Raabs an der Thaya. Het stroomgebied heeft een oppervlakte van 13.419 km².
De grootste plaatsen aan de Thaya zijn het historische stadje Znojmo en het spoorwegknooppunt Břeclav, beide in Tsjechië. Bij Znojmo bevindt zich een opvallende spoorbrug over de rivier.
Het dal van de Thaya is aan de bovenloop diep uitgesneden en is rijk aan burchten en burchtruïnes. Hier bevindt zich aan beide zijden van de grens een nationaal park: in Oostenrijk het Nationaal Park Thayatal en in Tsjechië het Nationaal park Podyjí.
Op Tsjechisch grondgebied bevinden zich enkele stuwmeren, waarvan dat van Nové Mlýny het grootste is.
De Thaya voert zeer wisselende hoeveelheden water af: 's zomers weinig, in het vroege voorjaar zeer veel. De rivier veroorzaakt dan ook regelmatig overstromingen. Voor het laatst gebeurde dat eind maart 2006.
De Thaya mondt uit in de Morava (Tsjechië), die uitmondt in de Donau. 

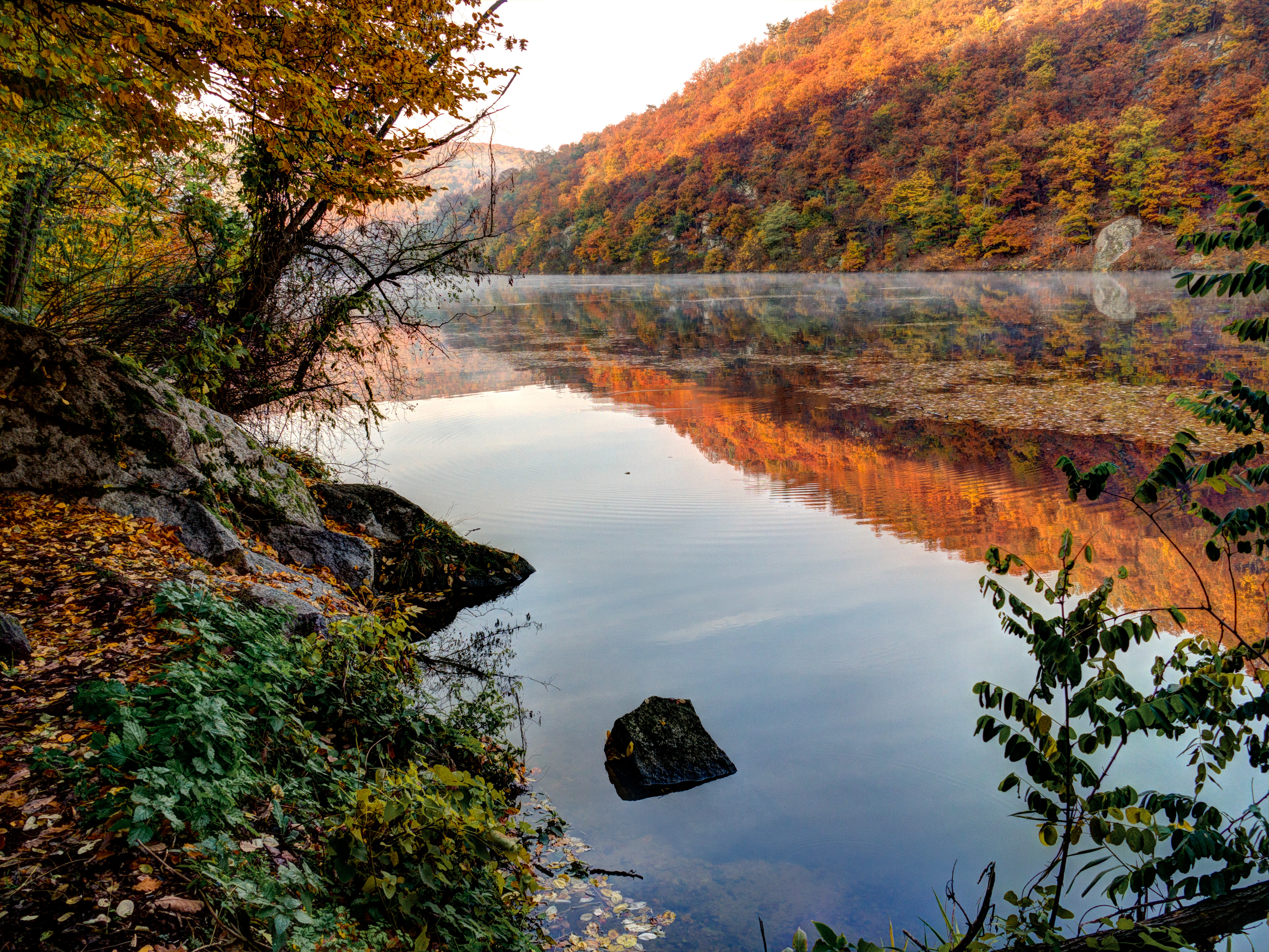